# Фоли а ду
Фоли а ду (фр. folie a deux) јест, у дословном значењу, „лудост удвоје” — индукована психоза. Практично настаје тако што једна психички поремећена и доминантна особа индукује своје патолошке идеје и понашање на ону другу, здраву и субмисивну. Дешава се да двоје емотивно веома блиских људи, када се једно од њих разболи, после извесног времена, почињу да у потпуности деле исте сумануте идеје, фанатична уверења, фобије или психопатско понашање.